# Pierre Goudiaby Atepa
 (juin 2024).
 (juin 2024).
Si vous disposez d'ouvrages ou d'articles de référence ou si vous connaissez des sites web de qualité traitant du thème abordé ici, merci de compléter l'article en donnant les références utiles à sa vérifiabilité et en les liant à la section « Notes et références ».
 (juillet 2024).
La mise en forme du texte ne suit pas les recommandations de Wikipédia : il faut le « wikifier ».
Les points d'amélioration suivants sont les cas les plus fréquents. Le détail des points à revoir est peut-être précisé sur la page de discussion.
- Les titres sont pré-formatés par le logiciel. Ils ne sont ni en capitales, ni en gras.
- Le texte ne doit pas être écrit en capitales (les noms de famille non plus), ni en gras, ni en italique, ni en « petit »…
- Le gras n'est utilisé que pour surligner le titre de l'article dans l'introduction, une seule fois.
- L'italique est rarement utilisé : mots en langue étrangère, titres d'œuvres, noms de bateaux, etc.
- Les citations ne sont pas en italique mais en corps de texte normal. Elles sont entourées par des guillemets français : « et ».
- Les listes à puces sont à éviter, des paragraphes rédigés étant largement préférés. Les tableaux sont à réserver à la présentation de données structurées (résultats, etc.).
- Les appels de note de bas de page (petits chiffres en exposant, introduits par l'outil «  Source ») sont à placer entre la fin de phrase et le point final[comme ça].
- Les liens internes (vers d'autres articles de Wikipédia) sont à choisir avec parcimonie. Créez des liens vers des articles approfondissant le sujet. Les termes génériques sans rapport avec le sujet sont à éviter, ainsi que les répétitions de liens vers un même terme.
- Les liens externes sont à placer uniquement dans une section « Liens externes », à la fin de l'article. Ces liens sont à choisir avec parcimonie suivant les règles définies. Si un lien sert de source à l'article, son insertion dans le texte est à faire par les notes de bas de page.
- La présentation des références doit suivre les conventions bibliographiques. Il est recommandé d'utiliser les modèles {{Ouvrage}}, {{Chapitre}}, {{Article}}, {{Lien web}} et/ou {{Bibliographie}}. Le mode d'édition visuel peut mettre en forme automatiquement les références.
- Insérer une infobox (cadre d'informations à droite) n'est pas obligatoire pour parachever la mise en page.

Pour une aide détaillée, merci de consulter Aide:Wikification.
Si vous pensez que ces points ont été résolus, vous pouvez retirer ce bandeau et améliorer la mise en forme d'un autre article.
Pierre Goudiaby Atepa né le 30 juin 1947 à  Ziguinchor en Casamance au Sénégal, est un architecte sénégalais,.

## Biographie

### Parcours académique
Titulaire d'un Baccalauréat, Il intègre la Rensselaer Polytechnic Institute de New York où il décroche un diplôme d’Ingénieur et décroche un diplôme d’ingénieur en sciences de la construction, puis complète sa formation par un diplôme d’architecture Sa thèse de fin d'études aurait eu pour titre Ville idéale africaine.

### Parcours professionnel
Pierre Goudiaby Atepa a été Président de l’Ordre des architectes du Sénégal et de l’Union des architectes d’Afrique. Il est par ailleurs le conseiller du Président  Abdoulaye Wade en matière d'architecture, « artiste officiel du Roi Soleil » de 2000 à 2012,, faisaient remarquer les adversaires du Président, qui critiquaient une politique de grands travaux très coûteuse pour les finances publiques.
Pierre Atépa GOUDIABY s’intéresse également aux Nouvelles Technologies de l’Information et de la Communication et a créé une société, Atepa Satellite Applications (ASA), qui travaille sur le lancement de Satellites pour l’Afrique.
Le 1er mars 2004, il fait convier à New Dehli les ministres des Affaires étrangères de huit pays africains (le Burkina Faso, la Côte d'Ivoire, la Guinée Equatoriale, le Ghana, la Guinée Bissau, le Mali, le Sénégal et le Tchad) dans le cadre des prémices d'une dynamique de coopération baptisée Team-9 (les huit pays africains plus l'Inde).
Sur une idée du président Abdoulaye Wade (2000-2012), Pierre Atépa Goudiaby conçoit le Monument de la Renaissance Africaine, une statue de bronze de 49 mètres de haut, située sur les hauteurs de Dakar, et jouxtant l'océan Atlantique. C'est en 2008 que débute sa construction. Elle sera inaugurée le 4 avril 2010 par le président Wade, en présence de 19 chefs d'Etat africains et plusieurs personnalités afro-descendantes des Etats-Unis dont le révérend Jessy Jackson. L'année 2010 correspondait au 50ème anniversaire de l'indépendance de plusieurs pays africains, et le 4 avril le jour de la fête nationale du Sénégal. Le Monument de la Renaissance Africaine, le plus grand monument en bronze du monde, reçoit chaque année des milliers de visiteurs du monde entier, et compte, selon un classement de la CNN, parmi les 11 plus beaux monuments du monde.
Le 25 juin 2015, il est élu nouveau président des conseils d’administration de la bourse régionale des valeurs mobilières (BRVM) et du dépositaire central/Banque de règlement (DC/BR). En juin 2018, Pierre Atépa Goudiaby est reconduit dans ses fonctions. Il démissionne le 18 décembre de la même année, motivant sa décision par son engagement politique au Sénégal et les ambitions qui le poussent à se porter candidat à l'élection présidentielle en février 2019 dans son pays. 
Président du mouvement citoyen Sénégal-Rek, il est investi le 9 décembre 2018 candidat à l'élection présidentielle du 24 février 2019 contre Macky Sall qui l'emporte et rempile. Dans sa déclaration de candidature, l'architecte s'engage à n'effectuer qu'un mandat de transition de cinq ans avec un gouvernement resserré de 18 membres, Premier ministre compris. "Je suis candidat pour poursuivre le combat que j’ai toujours mené, celui du développement du Sénégal. Je suis candidat, parce que le pays se trouve dans un tournant décisif. Il faut que nous travaillions, que ce virage fasse du Sénégal un pays développé dans moins de trois décennies", déclarera-t-il. Il n'ira pas aux élections car sa candidature sera rejetée par le Conseil constitutionnel.
Le 8 novembre 2019, Pierre Goudiaby Atépa présente au siège de l'Union Africaine à Addis Abéba la Fondation Economique Inde Afrique dont il est co-initiateur avec l'indien Ratina Velu, en présence des ambassadeurs des 55 pays membres de l'organisation panafricaine. Dans la foulée, il dévoile d'une part le projet de construction de "Africa-India House" (immeuble de 54 étages symbolisant les 54 Etats membres de l'UA) et d'autre part celui de la "nouvelle route de l'acier et de l'aluminium".
Pierre Atépa Goudiaby est président d'honneur de la Plateforme pour l'Environnement et la Réappropriation du Littoral (Perl) dont l'objectif est de protéger le littoral sénégalais.
Depuis le début de l'année 2019, il travaille avec les autorités de la République Démocratique du Congo sur le méga projet de l'extension de la ville de Kinshasa, la ville la plus peuplée d'Afrique avec une population de plus de 15 millions d'habitants.
Pierre Atépa Goudiaby a été désigné l'homme de l'année au Sénégal (2001 et 2010) au Tchad (2011) et en Guinée Equatoriale.
En janvier 2023, Pierre Goudiaby Atepa devient président du Club des Investisseurs du Sénégal (CIS).

## Réalisations et œuvres notables
- Le Monument de la Renaissance africaine à Dakar au Sénégal

- L'aéroport international de Banjul en Gambie
- Le siége de la BCEAO (Banque Centrale des Etats de l'Afrique de l'Ouest) à Dakar.
- Les agences de  la BCEAO à Dakar et Ziguinchor au Sénégal

- Le siège de la CEDEAO  à Lomé au Togo[3].

- La Place de la Nation de N'Djamena au Tchad[2].

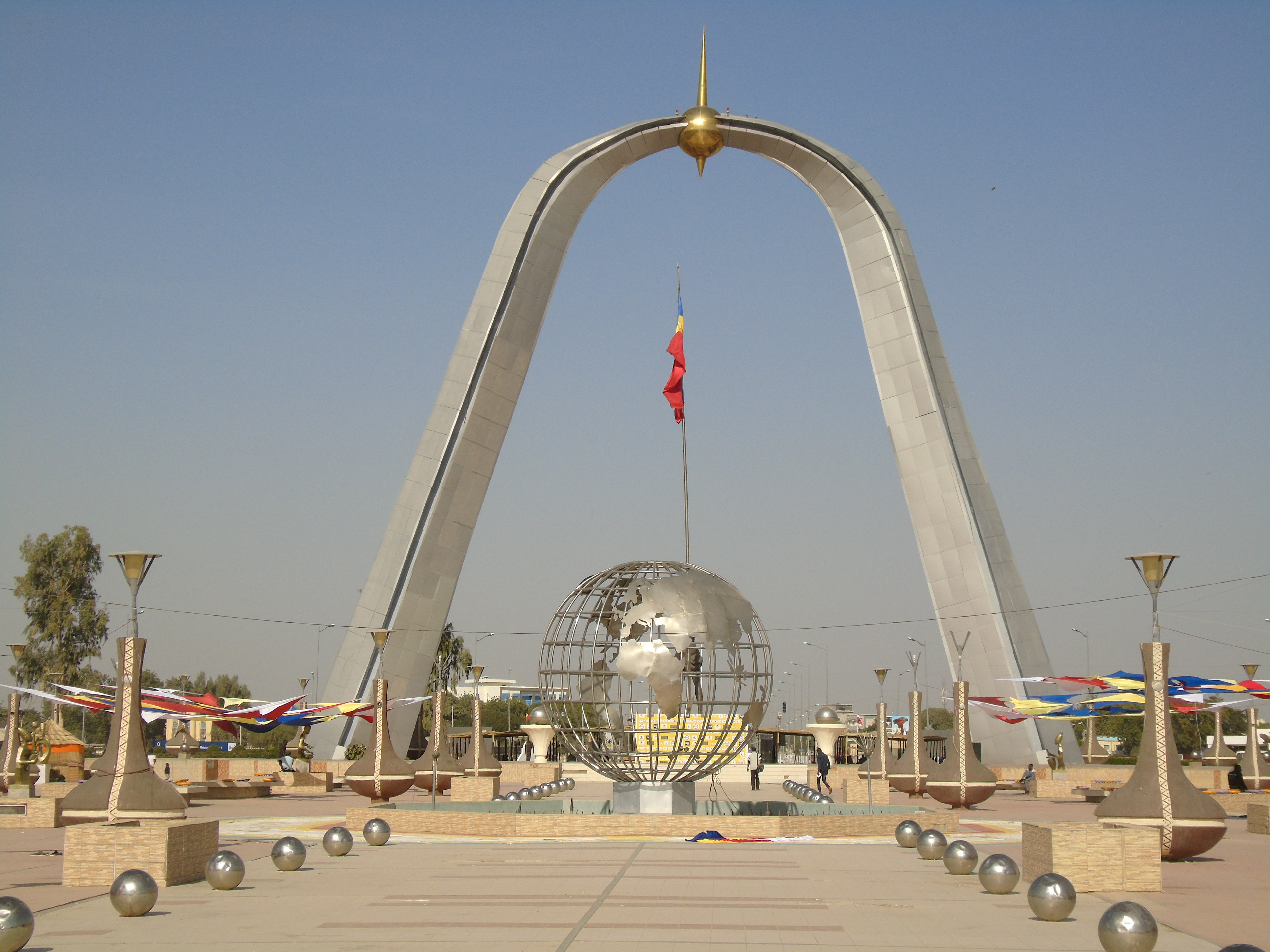
Place de la Nation de N’Djamena.